# Idalus lineosus
Idalus lineosus là một loài bướm đêm thuộc phân họ Arctiinae, họ Erebidae.